# فریدریش ششم
فردریک چهارم، دوک سوابیا (انگلیسی: Frederick VI, Duke of Swabia؛ فوریه ۱۱۶۷ – ۲۰ ژانویه ۱۱۹۱ (۲۳ سال))، دوک سوابیا و فرزند بزرگ فریدریش بارباروسا و بیاتریس، کنتس بورگاندی بود که همراه پدر عازم جنگ صلیبی سوم شد و پس از مرگ پدر فرمانده نیروهای آلمان به سمت عکا شد. وی در جریان محاصره عکا حضور داشت.